# Ітан Рамос
Ітан Адріан Рамос (англ. Ethan Adrian Ramos; нар. 3 квітня 1995, Патерсон, Нью-Джерсі) — пуерториканський борець вільного стилю, срібний та бронзовий призер Панамериканських чемпіонатів, бронзовий призер Центральноамериканських і Карибських ігор, учасник Олімпійських ігор.

## Життєпис
Народився 3 квітня 1995 року в Патерсоні, штат Нью-Джерсі. Відвідував Готорнську середню школу в Готорні, Нью-Джерсі. Також займався американським футболом, де він двічі виступав у другій команді штату, легкою атлетикою та чирлідингом.
Брат-близнюк бореться в Університеті Шиппенсбурга.
Одружений з колишньою плавчинею UNC Кеті Мунк.

## Спортивні результати на міжнародних змаганнях

### Виступи на Олімпіадах
| Змагання                    | Збірна      | Вагова категорія          | Місце |
| --------------------------- | ----------- | ------------------------- | ----- |
| Літні Олімпійські ігри 2024 | Пуерто-Рико | вільна боротьба, до 86 кг | 15    |

### Виступи на Чемпіонатах світу
| Змагання                        | Збірна      | Вагова категорія          | Місце |
| ------------------------------- | ----------- | ------------------------- | ----- |
| Чемпіонат світу з боротьби 2018 | Пуерто-Рико | вільна боротьба, до 79 кг | 9     |
| Чемпіонат світу з боротьби 2021 | Пуерто-Рико | вільна боротьба, до 86 кг | 7     |
| Чемпіонат світу з боротьби 2022 | Пуерто-Рико | вільна боротьба, до 86 кг | 5     |
| Чемпіонат світу з боротьби 2023 | Пуерто-Рико | вільна боротьба, до 86 кг | 24    |

### Виступи на Панамериканських чемпіонатах
| Змагання                                   | Збірна      | Вагова категорія          | Місце  |
| ------------------------------------------ | ----------- | ------------------------- | ------ |
| Панамериканський чемпіонат з боротьби 2018 | Пуерто-Рико | вільна боротьба, до 79 кг | Срібло |
| Панамериканський чемпіонат з боротьби 2019 | Пуерто-Рико | вільна боротьба, до 86 кг | 9      |
| Панамериканський чемпіонат з боротьби 2020 | Пуерто-Рико | вільна боротьба, до 86 кг | 7      |
| Панамериканський чемпіонат з боротьби 2022 | Пуерто-Рико | вільна боротьба, до 86 кг | Бронза |

### Виступи на Панамериканських іграх
| Змагання                  | Збірна      | Вагова категорія          | Місце |
| ------------------------- | ----------- | ------------------------- | ----- |
| Панамериканські ігри 2023 | Пуерто-Рико | вільна боротьба, до 86 кг | 5     |

### Виступи на Центральноамериканських і Карибських іграх
| Змагання                                     | Збірна      | Вагова категорія          | Місце  |
| -------------------------------------------- | ----------- | ------------------------- | ------ |
| Центральноамериканські і Карибські ігри 2023 | Пуерто-Рико | вільна боротьба, до 86 кг | Бронза |

### Виступи на інших змаганнях
| Змагання                                                        | Збірна      | Вагова категорія          | Місце  |
| --------------------------------------------------------------- | ----------- | ------------------------- | ------ |
| Відкритий чемпіонат Монголії з боротьби 2018                    | Пуерто-Рико | вільна боротьба, до 86 кг | Бронза |
| Меморіал Маттео Пелліконе 2020                                  | Пуерто-Рико | вільна боротьба, до 86 кг | 6      |
| Олімпійський кваліфікаційний турнір з боротьби 2020 (Оттава)    | Пуерто-Рико | вільна боротьба, до 86 кг | 7      |
| Меморіал Маттео Пелліконе 2021                                  | Пуерто-Рико | вільна боротьба, до 86 кг | 8      |
| Олімпійський кваліфікаційний турнір з боротьби 2020 (Софія)     | Пуерто-Рико | вільна боротьба, до 86 кг | 19     |
| Гран-прі Іспанії з боротьби 2022                                | Пуерто-Рико | вільна боротьба, до 86 кг | Срібло |
| Турнір Ібрагіма Мустафи 2023                                    | Пуерто-Рико | вільна боротьба, до 86 кг | 5      |
| Відкритий чемпіонат Загреба з боротьби 2024                     | Пуерто-Рико | вільна боротьба, до 86 кг | 14     |
| Гран-прі Франції Анрі Деглана 2024                              | Пуерто-Рико | вільна боротьба, до 86 кг | 5      |
| Олімпійський кваліфікаційний турнір з боротьби 2024 (Акапулько) | Пуерто-Рико | вільна боротьба, до 86 кг | Золото |
| Меморіал Імре Поляка та Яноша Варги 2024                        | Пуерто-Рико | вільна боротьба, до 86 кг | 10     |